# 塞维利亚门
塞维利亚门（西班牙語：Puerta de Sevilla）是西班牙安达卢西亚自治区塞维利亚省卡莫纳的一座城门。1906年公布为西班牙文化财产。